# Zita Gurmai
Zita Gurmai (ur. 1 czerwca 1965 w Budapeszcie) – węgierska polityk, posłanka, deputowana do Parlamentu Europejskiego V (w 2004), VI i VII kadencji.

## Życiorys
W 1988 ukończyła studia na Uniwersytecie Ekonomicznym w Budapeszcie, doktoryzowała się w 1991. Do 2002 pracowała na różnych stanowiskach w spółkach prawa handlowego, a także krótko w instytucie historii politycznej. W latach 90. zorganizowała dwie fundacje działające na rzecz praw kobiet i zwiększania ich aktywności w życiu publicznym.
W 1993 wstąpiła do Węgierskiej Partii Socjalistycznej, dwa lata później została koordynatorką środowiska kobiet w ramach tego ugrupowania. W 1999 objęła funkcję wiceprzewodniczącej zrzeszenia kobiet w ramach Międzynarodówki Socjalistycznej. Od 2002 do 2004 zasiadała w węgierskim Zgromadzeniu Narodowym.
Od 2003 była obserwatorem w Parlamencie Europejskim, a od maja do lipca 2004 eurodeputowaną w ramach delegacji krajowej. W wyborach w 2004 z ramienia socjalistów została wybrana na posłankę do PE VI kadencji. W wyborach w 2009 uzyskała reelekcję na okres VII kadencji. Przystąpiła do grupy Postępowego Sojuszu Socjalistów i Demokratów, a także Komisji Praw Kobiet i Równouprawnienia. Objęła również funkcję wiceprzewodniczącej Komisji Spraw Konstytucyjnych. Po odejściu z PE została specjalnym doradcą jednego z komisarzy europejskich.
W wyniku wyborów w 2018 powróciła do Zgromadzenia Narodowego. Mandat poselski utrzymała również w 2022.